# Lisowczycy (akwarela Juliusza Kossaka)
Lisowczycy – akwarela namalowana przez Juliusza Kossaka w 1880 przedstawiająca Lisowczyków – formację lekkiej jazdy polskiej o charakterze utrzymującego się z łupów wojska najemnego. Akwarela znajduje się w zbiorach Muzeum Narodowego w Kielcach.
Tematycznie nawiązuje do niej obraz Juliusza Kossaka Lisowczyk z 1860–1865 (55 × 45,5 cm) znajdujący się w Muzeum Narodowym w Warszawie.